# 울산광역시유아교육진흥원
울산광역시유아교육진흥원(蔚山廣域市幼兒敎育進興院)은 지방교육자치에 관한 법률 제32조와 유아교육법제6조에 따라 유아교육에 관한 연구·정보제공, 유아교육프로그램 및 교재 개발, 유치원 교원 연수 등을 위하여 울산광역시교육청 산하에 설치된 소속기관이다.

## 연혁
- 2011년 3월 25일 개원.